# Langeland
Langeland – duńska wyspa leżąca pomiędzy cieśniną Wielki Bełt oraz Zatoką Kilońską oraz wyspami Fionią a Lolland. Jej długość wynosi 52 km a szerokość 11 km. Administracyjnie należy do okręgu Dania Południowa, tworzy gminę Langeland.
- powierzchnia: 285 km²[1]
- ludność: 12 384 mieszkańców (I 2017 r.)[2]
- największe miasta i miejscowości
  - Rudkøbing – 4586 mieszkańców (2017 r.)
  - Humble – 608 mieszkańców (2017 r.)
  - Tranekær
- najwyższe wzniesienie: Skøvlebjerg (46 m n.p.m.)

Powierzchnia nizinna. Mieszkańcy wyspy zajmują się głównie rolnictwem. Uprawia się pszenicę, jęczmień, buraki cukrowe; rozwinięta hodowla bydła i drobiu, rybołówstwo. Z wyspami Tåsinge oraz Fionią łączy ją most.

## Demografia
- Wykres liczby ludności Langelandu na przestrzeni ostatnich 110 lat[3]